# Góra Bowen
Góra Bowen (ang. Mount Bowen) – góra na Antarktydzie, znajdująca się na Ziemi Wiktorii, 11 km na południowy zachód od Góry Howard. Jej wysokość wynosi 1875 m n.p.m.